# Resolution (ニック・ラシェイの曲)
「Resolution」（レゾリューション）は、アメリカの歌手ニック・ラシェイの2枚目のソロアルバム、『What's Left Of Me』に収録されている曲。このアルバムから3枚目のシングルになる。
ITunes Storeでも販売されている。

## トラックリスト
1. "Resolution" (フルバージョン)
2. "What's Left of Me" (The Passengerzリミックス) (ラジオエディット)
3. "What's Left of Me" (Jack D. Elliotリミックス)

## チャート・パフォーマンス
| チャート (2006)        | 最高位 |
| ---------------------- | ------ |
| U.S. ビルボードPop 100 | 77     |